# Oficina central de correos de Bisáu
La oficina central de correos de Bisáu (en portugués: Estação Central dos Correios de Bissau o originalmente también Edifício dos Correios, Telégrafos e Telefones (CTT)) es la oficina central de correos de la capital de Guinea-Bisáu, Bisáu, de la empresa estatal Correios da Guiné-Bissau. Inaugurado a fines de la década de 1950, el edificio está ubicado en pleno centro de la capital, en la Avenida Amílcar Cabral 13, frente a la Catedral de la ciudad.

## Historia
La construcción de la oficina principal de correos en Bisáu fue parte del programa de expansión de infraestructura del general Manuel Sarmento Rodrigues, el ministro de Ultramar que estuvo en el cargo de 1950 a 1955 y que anteriormente se había desempeñado como gobernador colonial de Guinea portuguesa durante cinco años. El Departamento de Urbanización Colonial del Ministerio (en portugués: Gabinete de Urbanização Colonial, GUC) encargó al arquitecto Lucínio Cruz que diseñara el nuevo edificio en 1950. Cruz había proyectado previamente un nuevo edificio para el ayuntamiento de Bisáu en el mismo sitio.
En varios borradores, el último de 1955, Cruz proyectó un voluminoso edificio de dos plantas con un monumental acceso principal de tres puertas en lo que hoy es la Avenida Amílcar Cabral (entonces Avenida da República). Cruz se basó fuertemente en el estilo del neoclasicismo practicado en Portugal con el espíritu del Estado Novo, para enfatizar el carácter oficial (gubernamental) de la oficina de correos. El edificio tiene un gran patio interior con una superficie de unos 1000 metros cuadrados, que sirve como nivel de distribución central para todo el edificio. En el lateral del edificio que da a la Avenida Amílcar Cabral se encuentran los mostradores de correos para clientes y la oficina de correos. La oficina central de teléfonos y telegramas está en el ala lateral y la biblioteca en el primer piso. Desviándose del plan original, la oficina de correos colonial tenía otra ala lateral adjunta al edificio para acomodar una pequeña escuela, estudios y otras instalaciones allí. Complementada por la segunda ala lateral, la planta del edificio tiene forma de U.
No hay información sobre la fecha real de apertura de la oficina de correos, pero presumiblemente el edificio fue inaugurado entre 1955 y 1960. La CTT portuguesa (colonial) utilizó el edificio hasta que Guinea-Bisáu obtuvo la independencia. Después de la independencia, la empresa de correos estatal recién fundada —Correios da Guiné-Bissau (CGB)— se mudó al edificio y todavía lo usa hoy. También hay oficinas de los operadores de comunicaciones estatales Guiné Telecom y Guinetel. Se dice que el edificio ha cambiado solo ligeramente desde entonces.
No se sabe si el edificio está catalogado como monumento histórico. El edificio está registrado con el número 30437 en la base de datos de monumentos portugueses Sistema de Informação para o Património Arquitectónico (SIPA), que también incluye monumentos de las antiguas colonias portuguesas.